# Empires in Arms
Empires in Arms är ett brädspel utgivet av Avalon Hill. Spelet handlar om Napoleonkrigen och gavs ut första gången 1983. Upp till sju spelare kan delta och kontrollerar varsin stormakt: Frankrike, Storbritannien, Ryssland, Österrike-Ungern, Preussen, Spanien eller Turkiet.